# Ernest Fernyhough
Ernest Fernyhough (24 décembre 1908 - 16 août 1993) est un homme politique du parti travailliste britannique.

## Biographie
Fernyhough travaille pour le Syndicat national des travailleurs de la distribution et des travailleurs connexes de 1936 à 1947 ,.
En 1947, Fernyhough est élu député pour le bastion travailliste de Jarrow lors d'une élection partielle causée par la mort d'Ellen Wilkinson et occupe le siège jusqu'à sa retraite en 1979 .
Fernyhough est secrétaire parlementaire privé du premier ministre Harold Wilson en 1964 et ministre subalterne de l'Emploi et de la Productivité de 1967 à 1969. Il est également membre du Conseil de l'Europe de 1970 à 1973 .
En 1934, Fernyhough épouse Ethel Edwards et le couple a deux fils et une fille. L'aîné John Fernyhough est décédé en juin 2020 à l'âge de 82 ans.